# Ђиљиола (Фиренца)
Ђиљиола је насеље у Италији у округу Фиренца, региону Тоскана.
Према процени из 2011. у насељу је живело 71 становника. Насеље се налази на надморској висини од 224 м.